# Cărticica Șefului de Cuib
Cărticica Șefului de Cuib este o carte publicată în anul 1933, al cărei autor este politicianul român de extremă-dreaptă Corneliu Zelea Codreanu. Cartea, care a beneficiat de o tipărire pe scară largă și de reeditări succesive, are un rol de manual și, alături de cartea intitulată Pentru Legionari, scrisă de același autor, reprezintă una dintre cele două lucrări esențiale scrise de Codreanu, prin care acesta a dezvoltat regulile de bază ale Mișcării Legionare.Publicarea ei s-a făcut într-o perioadă în care Mișcarea Legionară avea o ascensiune rapidă, pe fondul condițiilor economice și sociale precare din Regatul României din timpul Marii Crize Economice și scrierea ei a răspuns nevoii lui Codreanu de a menține controlul asupra Gărzii de Fier, pe care, începuse să-l piardă. Folosită în vederea formării unitare a membrilor Legiunii, Cărticica a avut rolul de vademecum simplu pentru viața legionară, dând indicații privitoare la organizarea, funcționara și ideologizarea Mișcării. Pe lângă acest rol, elemente ale lucrării au servit în mod neetic la manipularea publicului cititor, Codreanu dorind să-și ralieze oamenii de partea lui cu scopul câștigării puterii politice.
În prezent Cărticica este inclusă în toate versiunile existente ale corpusului doctrinar legionar actual și reprezintă cel mai important punct de referință, în ce privește organizarea îndatoririlor zilnice ale militanților fasciști.
O parte semnificativă a recomandărilor expuse în carte constituie, inclusiv în epoca actuală, esența discursului ultranaționalist și paranoic românesc. Pe de altă parte, admiratorii lui Codreanu și simpatizanți ai extremei drepte îi atribuie o valoare spirituală și educativă, în ce privește inițierea unei revoluții personale morale, prin care, individul să pună în prim plan sacrificiul sinelui, pentru a se redresa mai întâi (astfel încât această revoluție în plan personal să preceadă dezvoltarea revoluției în plan național). Acest punct de vedere ignoră, însă, incompatibilitatea dintre violența definitorie pentru Mișcarea Legionară și caracterul moral al sacrificiul impus de către individ, astfel cum este el postulat doctrinar de către Căpitan, sinelui.

## Publicarea
| “                                        | Mă uit la Romulus ca un copil care caută un stăpân. „Dacă vrei să înțelegi fascismul”, a spus el, „trebuie să citești multe cărți. Există numeroase cărți care te învață despre fascism [...]”. | ” |
| — Alessandro Orsini⁠(en)[traduceți], 2017 | |   |

Lucrarea a fost publicată în anul 1933, fiind tipărită la Tipografia C.S.M.C. din București.
Spre a servi pe plan intern rolului de personalitate carismatică a lui Codreanu, prezentat ca și model pentru orice legionar sau tânăr român, precum și internaționalizării persoanei, activității și faptelor sale, Cărticica a beneficiat în 1940 de tipărire pe scară largă, pentru a fi distribuită în rândul organizațiilor legionare. Un raport adresat Biroului Primului Ministru a consemnat astfel, la 21 martie 1941, că nu mai puțin de 166.657 de copii fuseseră tipărite, dintre care fuseseră distribuite deja 30.159 de exemplare.
Textul, care în 1940 ajunsese deja la a VI-a ediție în limba română, a beneficiat, de asemenea, după Al Doilea Război Mondial atât de reeditări în limba română cât și de traduceri în limbile engleză, franceză, italiană și spaniolă.

## Contextul apariției

### Epoca

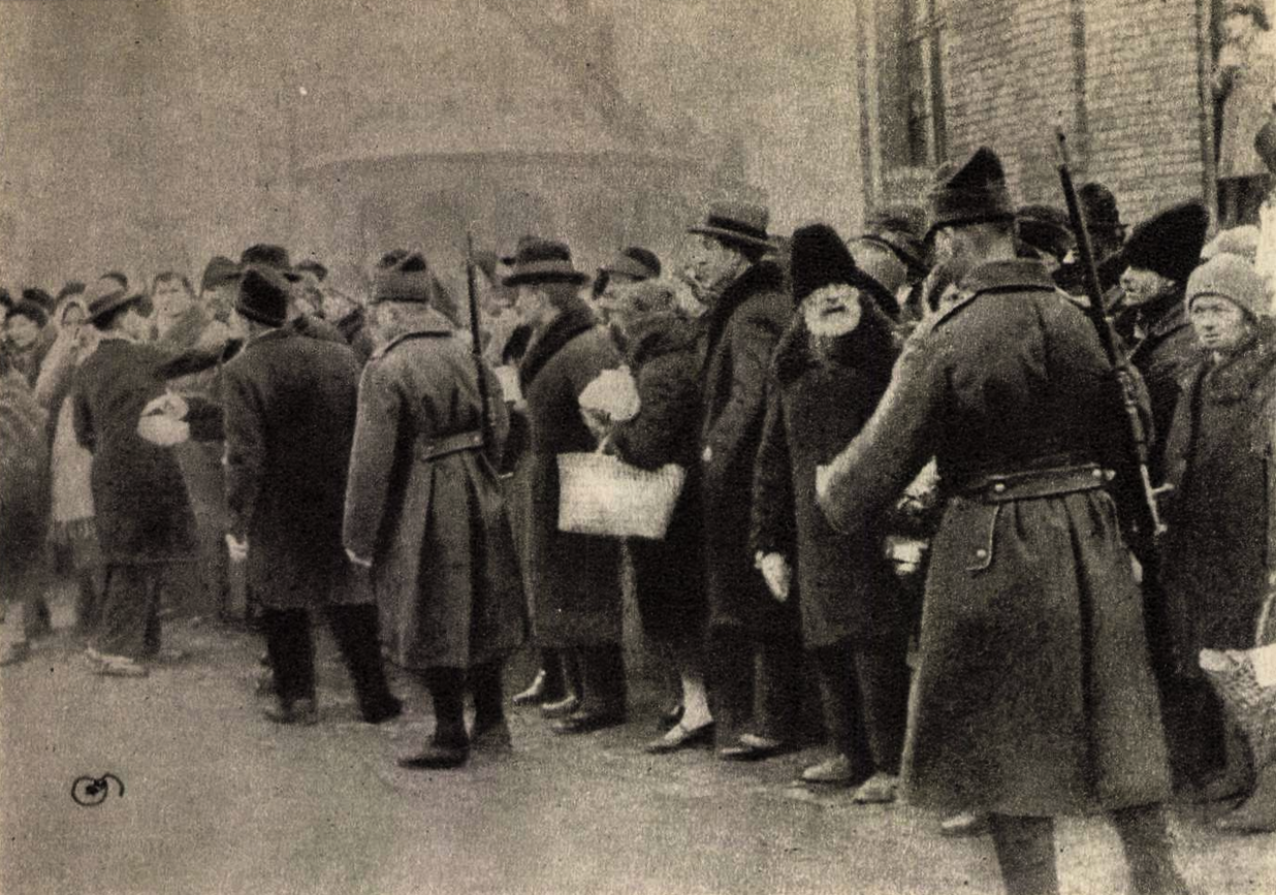
Imagine din luna februarie 1933 din București, după Greva de la Atelierele CFR Grivița

1933 a fost anul în care Legiunea a prins avânt și a devenit o mișcare de importanță națională, reușind să atragă și atenția internațională. Motivele sunt multiple, ponderea cea mai importantă revenind urmărilor marii crizei economice și tulburărilor sociale din Regatul României. Acestora li s-au alăturat pe plan extern venirea lui Adolf Hitler la putere în Germania, iar pe plan intern simpatia avută pentru legionari în anii 1922-1933 din partea guvernului Vaida-Voevod și bunăvoința pentru aceștia a regelui Carol al II-lea, interesat de rolul de instrument al Legiunii în propria sa consolidare politică.
În acest context, revoltele conduse de comuniști de la Ploiești și de la Atelierele CFR din București, din același an, au reconfirmat frica semănată în mari părți ale elitei politice din România, stat vecin Uniunii Sovietice staliniste, de acțiunile comuniste. Garda de Fier a beneficiat, de asemenea, de întărirea poziției forțelor opuse sistemului determinată de impactul pe care l-a produs asupra populației sărăcite de criză, implicarea politicienilor în Afacerea Škoda. Mai mult, după patru ani de criză economică severă, statul român și elitele politice au pierdut controlul zonelor rurale și țăranii au început să se alăture unei opoziții radicale, care, nu putea să promită cadouri electorale și se mai și mândrea cu acest aspect.
| “                                                                 | Codreanu dorea o „școală de fanatism”, [...]. Voia să aibă la dispoziție două mii de oameni ca „echipă a morții⁠(en)[traduceți]”, gata să îndeplinească orice ordin. În vederea formării unitare era folosită și Cărticica Șefului de Cuib. | ” |
| — Oliver Jens Schmitt, Ascensiunea și căderea „Căpitanului“, 2022 | |   |

Creșterea rapidă a Mișcării Legionare a determinat o tendință de pierdere din ce în ce mai accentuată de către Zelea Codreanu a controlului asupra ei, ceea ce l-a determinat pe acesta să reacționeze sporind cultul din jurul persoanei sale și preluând controlul asupra organizării.
În acest cadru, în noua „luptă” tonul religios al propagandei uzuale a căpătat noul ritm ascuțit, al propagandei fasciste, iar Codreanu pentru a putea face față a reorganizat formațiunea, dat fiind că Mișcarea crescuse rapid și trebuia controlată cu strictețe.
Noile instituții create ad-hoc de către Codreanu în cursul anului 1933 aveau un singur rol: controlul din partea conducătorului, pentru a ține pasul cu dinamica rapidă. Astfel, au fost create în stilul existent în armată noi grade (comandant legionar, comandant ajutor, instructor legionar) și ordine legionare și după ce și-a asigurat în luna ianuarie 1933 poziția de conducător suprem și de garant al legitimității legionare, Corneliu Zelea Codreanu a elaborat în luna octombrie a aceluiași an, împreună cu Mihai Stelescu și Nuțu Eșanu un program și o organigramă noi, după modelele reprezentate de național-socialistmul german și fascismul italian⁠(en)[traduceți]. Organizarea a fost înăsprită și centralizată după modelul conducătorului, iar cadrele au trebuit „mecanizate”. Mai mult, Codreanu însuși a dorit o „școală de fanatism”.
În acest context Cărticica Șefului de Cuib a fost folosită în vederea formării unitare.

### Ideile
Dorința de ruptură cu trecutul și de înnoire complementară prin revoluție a fost comună atât Generației ‘27 „spiritualiste” din România (având ca exponent Asociația Criterion), din care s-au recrutat o parte din elita intelectuală de extremă dreaptă a țării, cât și avangardiștilor suprarealiști „materialiști”. Alături de încrederea acordată revoluției, comune le-au fost, de asemenea, atitudinea antiburgheză, refuzul individualismului și încrederea cu care a fost investit colectivismul. Doar natura revoluției a diferit între cele două curente, astfel încât dacă criterioniștii de dreapta au plănuit o revoluție națională și programe de „renaștere” națională, avangardiștii au mers pe ideea unei revoluții proletare după model sovietic.
Pe de altă parte, în secolul XX atât în mediile de dreapta cât și în cele de stânga a proliferat ideea fantezistă de a schimba omul, mai exact de a crea un „om nou⁠(en)[traduceți]”. Crearea „omului nou” a devenit în România la început un cuvânt de ordine și ulterior, în anii cele de-A Doua Conflagrații Mondiale, un clișeu, iar acest proiect fantezist de „reînnoire” a fost preluat de totalitarism, care, s-a străduit să inventeze acest „om nou”, ceea ce a implicat mai întâi un proces de distrugere și mai apoi, de întemeiere.
De asemenea, în anii 1930 a apărut ideea voluntarismului (a necesității de a forța și accelera ritmul Istoriei), acesta fiind conectat strâns cu vitalismul. Alături de aceasta, s-a încercat impunerea exagerată a unui anume eroism și s-a promovat acceptarea ideii de teroare la nivel generalizat, „omul vechi” trebuind „ucis”, spre a putea concepe un „om nou”, creat numai din valorile revoluționare. Viața avea astfel un destin (propriul proiect politic pozitiv), prețul fiind teroarea (aceasta la limită, putându-se preschimba în moarte). Fantezia de ordin salvator a „omului nou” creat prin revoluție și instrumentalizarea terorii și a morții s-au cuplat cu entuziasmul pentru o politică de tip dictatorial, care, ar fi putut să obțină prin instrumentele pedagogiei de masă, stăpânirea conștiințelor în mod integral. Acestea s-au tradus treptat în practici discursive, iar în regimurile totalitare ale secolul al XX-lea (în mod predilect în cele de extremă dreaptă), acestea s-au transformat în ideologii de partid, ulterior în programe politice de stat și la sfârșit în acțiune.
Între diversele regimuri totalitare (comunist, fascist, nazist) nu a existat o diferență de intenție (aceasta fiind aceea de a lupta împotriva mentalității democratice, burgheze și capitaliste „vechi” și „corupte”) și nici de scop (distrugerea individualității spre beneficiul colectivității fanatizate, astfel încât tineretul să se conformeze grupului, spre a nu-și folosi discernământul critic ce l-ar fi făcut să nu accepte ordinele venite din vârful piramidei decizionale a regimului respectiv). Ceea ce au diferit au fost, de la un caz la altul, doar „valorile” ce trebuiau inoculate generațiilor tinere.
În contextul de mai sus, doctrina legionară a lui Codreanu a beneficiat de contactul direct cu membri elitei filosofice de extremă dreapta naționalistă, din „tânăra generație”.

## Structură

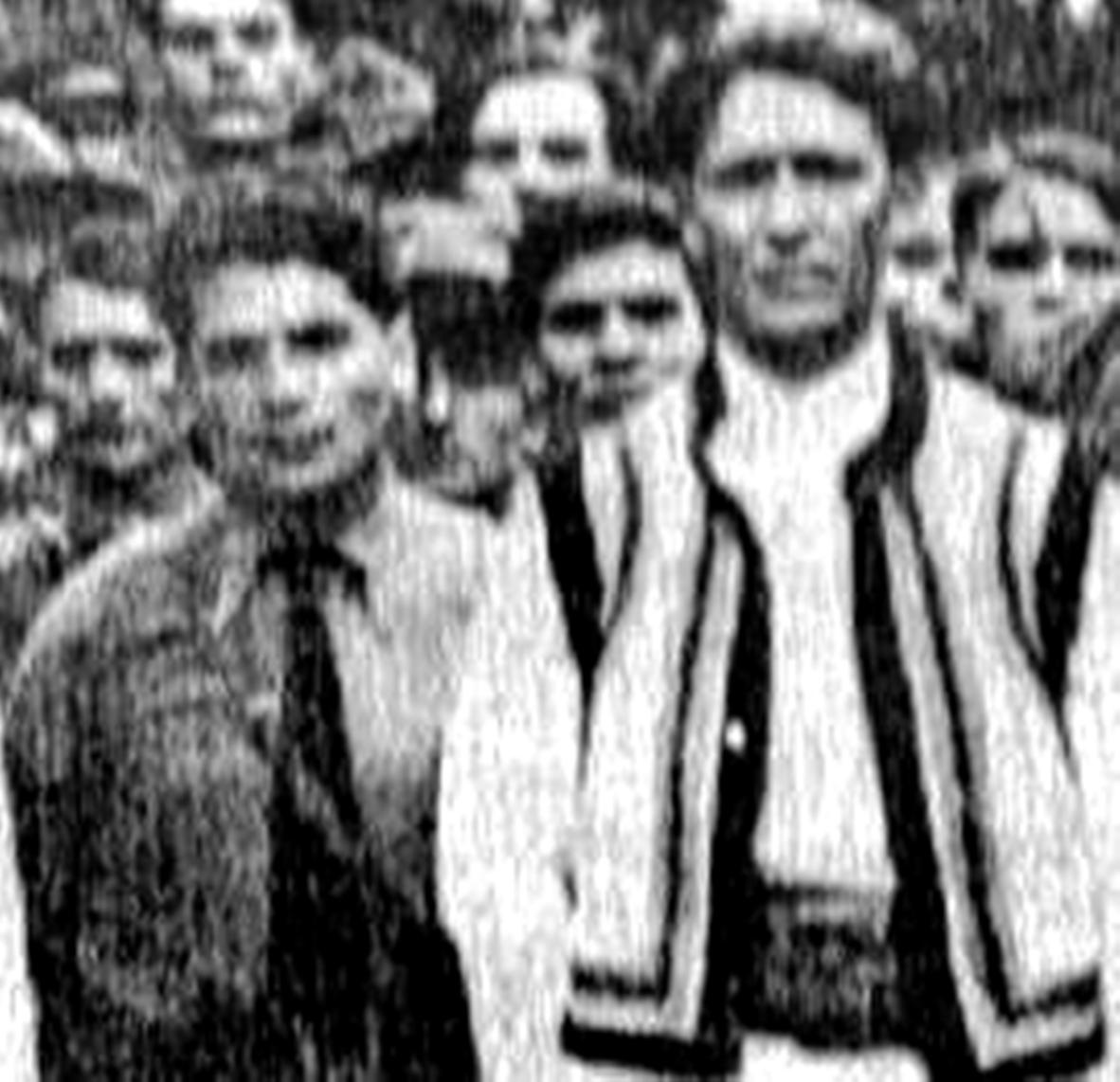
Autorul (în dreapta în prim-plan), aici în 1933, anul publicării cărții. În stânga se află Mihai Stelescu.

Lucrarea începe cu un „Cuvânt înainte” semnat de Horia Sima și se sfârșește cu un capitol dedicat Asociației „Prietenii Legionarilor" (adăugat în 1936). Între cele două se află treisprezece alte capitole, organizate sub forma a 93 de „Puncte”. La sfârșitul ultimului dintre aceste capitole, au fost adăugate suplimentar „Jurământul legionarilor Moța și Marin”, „Jurământul cadrelor legionare” (în 1937) și „Cele 10 porunci” (în 1935).
Cartea include un scurt istoric al Legiunii, specifică lucrurile sacre pentru un legionar și expune considerații referitoare la importanța esențială a camaraderiei. Lucrarea indică anume cum trebuie să gândească și să se comporte un legionar. Acesta este necesar să fie încrezător în viitorul Legiunii și în capacitatea ei de a învinge „toate partidele”, indiferent de piedici. Este, de asemenea, necesar ca legionarul să fie „un om de faptă”, oricând gata pentru jertfă, munca și faptele lui urmând să stea la temelia noii Românii.
Codreanu a identificat în text 6 legi fundamentale la care toți membrii Mișcării trebuie să le adere (disciplina, munca, tăcerea, educația, ajutorul reciproc și onoarea).
Una din cele șase legi preia din ideile intelectualității de extremă dreaptă interbelice pe aceea de impunere a eroismului, propunând modelul unui „eroism total”, legionarul urmând să devină „un altul”.
Sunt descrise în lucrare, de asemenea, jurământul cadrelor legionare și poruncile, în număr de 10, pe care legionarul trebuie să le respecte. Sunt date indicații privitoare la organizarea cuiburilor, a garnizoanelor și a șantierelor de lucru, legionare .Se specifică modalitatea de recrutare a unor noi membri și numărul de ani (trei) după care aceștia pot deveni (sau respectiv confirma), că sunt legionari.
Textul indică și ce comportament este recomandat legionarilor în timpul unei perioadei electorale, ce articole din Constituție, codul penal sau din legea electorală sunt utile propagandei Legiunii. Practicarea politicii este asemuită practicării unei religii.

## Analiză

### Contextul actual din România
În procesul de reabilitare a memoriei elitei politice și intelectuale a României anilor 1930 și 1940, și de construcție a memoriei publice din România de după schimbarea de regim din 1989, actori civili sau politici acționează pentru promovarea în România a memoriei extremei drepte interbelice, la concurență cu memoria victimelor Holocaustului românesc, omițându-se, în același timp, analiza critică a opiniilor celor care, seduși de ideologia fascistă au aderat la proiectul spiritual și social de extremă dreaptă din perioada interbelică.
Începând cu anii 2000 narativul anticomunist a devenit în România trendul dominant, într-un context în care, există o preocupare predominantă a societății postcomuniste cu referire la efectele regimului comunist, față de preocuparea aflată în raport cu efectele regimului de extremă dreaptă, anterior acestuia. Suplimentar, trecutul istoric dificil al României a devenit politizat, ritualizat și manipulat prin mass-media și prin alte mijloace de reprezentare publică.
Odată apărute după momentul 1989 pe plan intern mișcări politice de tip extremist, a debutat astfel o acțiune de reinventare postbelică a fascismului românesc, acesta tinzând să se auto-prezinte drept anticomunist, într-un mod eroizant. De asemenea, datorită contextului în care a devenit imposibil să se mai vorbească în România de fascism datorită Holocaustului, a apărut ideea că Legiunea a fost o mișcare religioasă (deși aceasta, în anii 1930, a fost de fapt o formațiune politică). Discursul legat de Legiune s-a orientat în consecință, spre religie.
În acest context, există organizații care doresc să actualizeze ideologia legionarismului prezentându-l pe acesta ca fiind o „mișcare spirituală”, scopul fiind oferirea unui drept de recunoaștere publică, Mișcării Legionare. Pentru acest obiectiv, respectivii actori se folosesc de caracterul creștin-ortodox al Mișcării, precum și de participarea membrilor Gărzii la lupta armată împotriva regimului comunist din anii 1950.
Mai mult, grupuri politice precum Garda de Fier (ultranaționalistă și antisemită) și personalități precum Corneliu Zelea Codreanu (figură publică controversată, dar romantizată în calitate de figură de erou național), sunt astăzi din nou evocate, în discursul public, drept soluții adecvate pentru problemele cu care se confruntă societatea actuală, din România.

### Viziunea mainstream
Caracterul lucrării este acela al unui manifest eterogen și al unui vademecum simplu, pentru viața legionară.

#### Manualul organizatoric
Având calitate de manual de organizare, funcționare și ideologizare a Mișcării, Cărticica reprezintă una dintre cele două lucrări esențiale scrise de Codreanu, prin care acesta a dezvoltat regulile de bază ale Mișcării Legionare, cealaltă fiind Pentru Legionari. Codreanu a creat astfel reguli de funcționare, precum și funcții ierarhice, dându-le acestora o interpretare specifică și atribuind sarcini definite în mod precis atât liderilor, cât și membrilor simpli ai unui cuib. Cartea, cu rol de mic manual, a devenit astfel o „mică Biblie” a Legiunii.

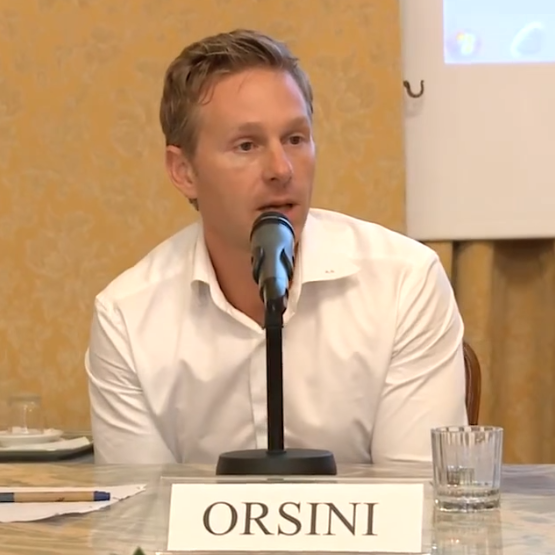
Expertul în sociologia terorismului Alessandro Orsini consideră Cărticica un punct de referință pentru militanții fasciști din epoca actuală.

În opinia și expertului în materie de sociologia terorismului Alessandro Orsini⁠(en)[traduceți], lucrarea lui Codreanu reprezintă cel mai important punct de referință în ce privește organizarea îndatoririlor zilnice ale militanților fasciști, aceștia fiind supuși stricteții în ce privește viața lor privată. Legile de conduită legionară, astfel cum eu fost enunțate în broșura scrisă de Căpitan sunt în mod efectiv legi de tip monastic, dar care au impus un tip de sacrificiu de sine care nu ar fi putut poate merge decât până la capăt...
Într-un final, astfel cum a observat Eugen Weber „Sângele s-a hrănit cu sânge, crima a dus la mai multe crime, până când până o mișcare care își afirmase legalismul și spiritualitatea s-a prăbușit într-o baie tragică de sânge”. În mod paradoxal, astfel, s-a stabilit o legătură între simbolul crucii [creștin] și revolver [violență] și într-un mod „original”, Codreanu și-a încurajat astfel proprii camarazi legionari să facă abstracție de incompatibilitatea violenței cu caracterul moral al sacrificiul impus propriului lor sine.
În ce privește femeile, cartea expune o mentalitate influențată de viziunea religioasă fundamentalistă, acestora destinându-li-se un status retrogradat la o viață caracterizată de atribute domestice (având rol de mame și de îndrumătoare morale), singurele lor roluri atribuite în organizație fiind acelea în care ar fi exercitat hrănirea bărbaților, activități de întreținere a curățeniei și hainelor, etc... În mod contrastant, bărbatul legionar trebuia să fie un supraom ortodox aflat în rolul de martir eroic ce îmbrățișează etosul ascetic ce a fost inspirat de creștinismul răsăritean. Concomitent „omul nou” legionar este destinat să fie exponentul vitalismului marțial și a unei o voințe de putere care îl fac nemilos, neiertător și crud.

#### Manifestul politic
Conform celor scrise în text. Mișcarea Legionară este necesar să fie în primul rând o operă pedagogică, ce ar fi urmat să ducă la apariția unui „alt” om („omul nou”, revoluționar, în care au fost ucise „toate defectele și pornirile spre rău”, cu rol de alternativă „spirituală, în raport cu sensul pur biologic al antisemitismului și rasismului cuzist), din punctul de vedere al Căpitanului și al adepților legionarismului. De abia în al doilea rând, transpare scopul unui program politic în sine. La baza scopului educativ stă cuibul legionar, finalul procesului educativ fiind reprezentat de nașterea „eroului” polivalent, în sens războinic, social și al unei munci creatoare, cu rol inițiatic. „Eroul” legionar, odată investit în mod ceremonial cu rolul său prin formule și gesturi ritualice ezoterice, este destinat să comunice cu morții și cu strămoșii, astfel încât forțele răului să vie învinse atât în plan pământean cât și în „lumea de dincolo”.
Pe de altă parte, o analiză publicată în anul 2023, care, a examinat mesajul politic din manifestul „O ruină (Punctul 88)” din Cărticica Șefului de Cuib, a scos în evidență caracterul manipulativ al textului, prin care, Corneliu Zelea Codreanu a dorit, prin conturarea unei decadențe a țării și prin evidențierea unor urgențe morale și materiale, să creeze o nevoie imediată de control și de speranță în ce privește viitorul, pentru populația din România, supusă în acel moment vicisitudinilor care grevau punct de vedere social, politic și economic perioada de instabilitate prin care trecea statul. Prin aceasta, Codreanu a acționat în mod neetic, în încercarea sa de a-și ralia oamenii de partea lui, cu scopul câștigării puterii politice.

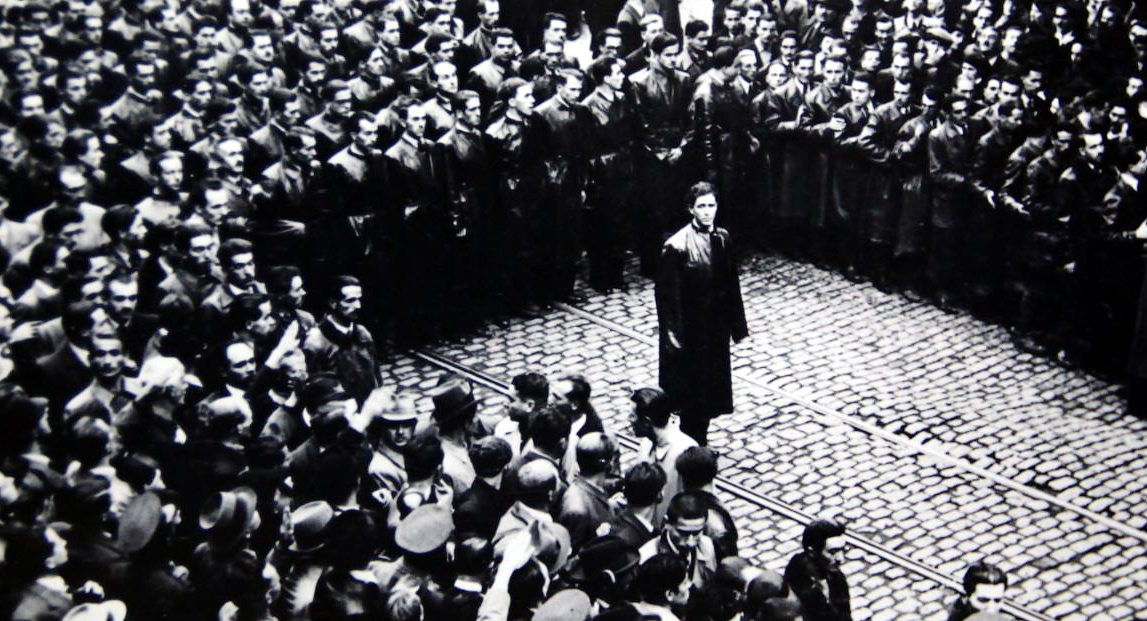
Corneliu Zelea Codreanu (aflat aici în imagine în București, în 1937) a fost un bun orator, cu un discurs interesant și captivant, căruie i-a adăugat folosirea unor tehnici de manipulare a publicului.

În context, Codreanu a încercat prin intermediul discursului să determine o omniprezență a sentimentului de frică și a incertitudinii, astfel încât să existe o nevoie imediată de acțiune. Autorul a folosit de asemenea, în sens manipulativ, accentuarea imaginii inechităților sociale, iar prin utilizarea generalizărilor și a hiperbolelor, într-o societate caracterizată de probleme mari în ce privește educația medie a omului obișnuit, s-a folosit de vorbe mari fără o bază faptică. În contextul respectiv acestea puteau avea priză la public, astfel încât să influențeze, schimbe și afecta fără prea mare greutate, în mod colectiv, mințile oamenilor. Abundența de generalizări din text a conturat o anumită tipologie umană destinată a fi identificată drept vinovată pentru „ruina” țării și pe fondul implicării emoționale provocată cele spuse, populația țintă a discursului era dificil să nu facă o legătură evidentă între toate problemele societății și respectiva tipologie, astfel încât în comparație cu „mișeii”, legionarii să reprezinte o alternativă bună.
Aceeași analiză a identificat în textul Căpitanului elemente specifice de tactică a unei campanii de tip kompromat, defăimarea posibililor adversari urmărind să schimbe orientarea opiniei publice.
Manipulator și abuziv, printr-o tactică defensivă cu rol preventiv Căpitanul a încercat prin intermediul cuvintelor folosite în carte și nu prin intermediul acțiunilor, să contureze legionarilor o imagine pozitivă, de oameni în care se putea avea încredere și care nu urmau să facă ceea ce fuseseră acuzați de Codreanu oponenții Legiunii că făceau sau că erau (profitori de război, străini, dornici de îmbogățire sau jefuitori).
Această încercare neetică de manipulare a publicului a fost cuplată la Codreanu atât cu o tehnică oratorică proprie bună, expunând un specific captivant și interesant, cât și cu folosirea limbajului ambiguu, a apelului la emoții, a atacurilor ad hominem, a repetărilor și a tactici de speriere.
Este de menționat că răzbunarea violentă era unul dintre obiectivele cele mai intime ale Legiunii, fapt evidențiat în Cărticică (la Punctul 84), unde un element principal al programului Mișcării a fost stabilit ca fiind înființarea unui tribunal excepționale de pedeapsă, imediat ce Garda de Fier ar fi câștigat puterea.
În opinia jurnalistului Dan Alexe, părți consistente din recomandările cărții reprezintă în fapt miezul discursului ultranaționalist și paranoic românesc, discurs a cărui esență s-a conservat din epoca respectivă și până acum.

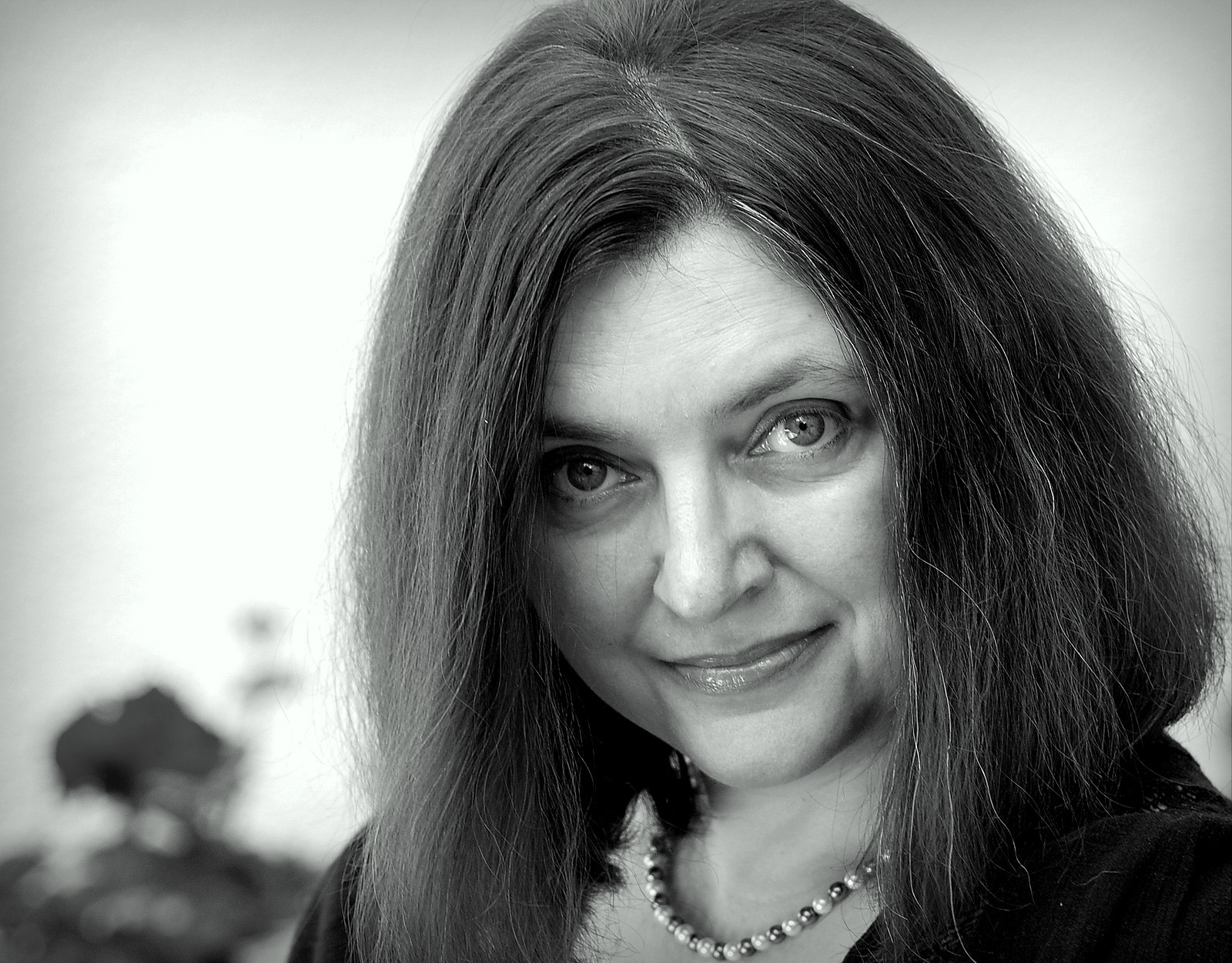
Tatiana Niculescu a identificat, în textul lucrării, influențe ale unor surse de inspirație care au stat la baza ideologiei construite de Codreanu.

#### Originile inspiraționale
Conform Tatianei Niculescu, în lucrare pot fi identificate influențele exercitate de sursele de inspirație ale ideologiei, pe care Zelea Codreanu urma să o construiască: atât literatura creștină citită de acesta în tinerețe (Călătoria pelerinului⁠(en)[traduceți] a lui John Bunyan exercitând cea mai mare influență în sensul respectiv), cât și idei referitoare la înnoirea religioasă având ca origine de proveniență baptismul și mișcarea Oastea Domnului (de inspirație neoprotestantă).

### Viziunea admiratorilor și simpatizanților
În 1940 ziaristul Paul Giraud, admirator fără rezerve al lui Codreanu, a publicat în Franța capitulardă, în toamna anului 1940, cartea Codreanu și Garda de Fier, lucrare lăudată de legionarii aflați la Paris. Acesta a caracterizat Cărticica Șefului de Cuib drept un breviar veritabil scris într-un limbaj dur și incisiv, care, codifica prin articolele sale și sistematizează o lege. Din punctul de vedere al lui Giraud, ceea ce a făcut Codreanu a fost „să ofere cu franchețe cuibului legionar substanța spirituală benefică”, din care acesta să se inspire, patronând astfel demersul unei revoluții personale morale prin care individul să se redreseze și care, să preceadă pe cel al revoluției naționale. Funcția esențială a cuibului urma să devină astfel, în urma acestui demers, una educativă care să stea la baza revenirii în plan național. Acesta a atribuit lucrării și alte epitete, precum „contribuție excepțională la statutul viitor al Statelor renovate” care „conține esența unei gândiri universale”.
În 1978 Constantin Papanace, membru al facțiunii dizidente de legionari intitulă „Mexicanii”, care, se opunea facțiunii celei mai numeroase, respectiv „Simiștilor” și-l blamau pe Horia Sima pentru decăderea Mișcării Legionare,, a menționat părerea lui Nae Ionescu (ideolog al Mișcării Legionare) despre Cărticica lui Codreanu, conform căreia, în termeni de valoare educațională, textul codrenist este similar valoric lucrării Exerciții spirituale a lui Ignațiu de Loyola.
Ion Coja, președinte al Filialei București a organizației ultranaționaliste Vatra Românească, și simpatizant al legionarilor, a considerat că există similitudini doctrinare între textul lui Codreanu și Învățăturile lui Neagoe Basarab către fiul său Theodosie, care nu ar fi decât o „Cărticică a Șefului de Cuib, scrisă cu 400 de ani înainte de înființarea Legiunii”. De asemenea, Coja a considerat Cărticica un document de partid cu rol de text doctrinar, având calitatea de îndreptar de renume, rod al marelui merit pedagogic al lui Codreanu. Potrivit opiniei lui Ion Coja, lucrarea a imaginat într-un mod corect regulile de comportament, astfel încât acestea „să asigure spiritul de camaraderie și de onoare în care să se înscrie faptele legionarilor și relațiile dintre ei.” Din punctul său de vedere, aceste reguli au fost exersate de legionari mai ales în timpul încarcerării acestora în cadrul sistemului concentraționar comunist, probându-se o eficiență mai mare a acestora în condițiile respective decât cea dovedită de exersarea lor în condiții de libertate de către legionarii refugiați în Occident. Coja a considerat, de asemenea, că lucrarea în cauză, alături de Circularele lui Codreanu, a fost capabilă să reglementeze eficient funcționarea Legiunii doar „în focul luptelor din anii de prigoană” [sic!], ulterior celui de-Al Doilea Război Mondial devenind necesară crearea unui statut, care, să normalizeze situația astfel încât formațiunea să funcționeze după reguli înscrise în respectivul ansamblu de reguli și dispoziții oficiale, care, ar fi trebuit creat.

## Cărticicadupă înăbușirea Rebeliunii legionare
Regimul lui Ion Antonescu a încercat, după Rebeliunea legionară să găsească unele scuze Gărzii de Fier, pe o linie de gândire care a promovat idei precum că cele întâmplate se datoraseră fie unor „elemente periferice” ale Mișcării fie „gloatei care invadase străzile” sau interlopilor cărora „le fuseseră deschise ușile”, în mod nepotrivit, de conducerea legionară. În continuarea acestei linii de raționament, conform lui Antonescu ceea ce fusese totuși „foarte bun” la legionari și în cele două cărți ale Căpitanului, respectiv în Pentru Legionari și în Cărticica Șefului de Cuib, trebuia luat și folosit în continuare.
Succesiv schimbării de regim din 1989, în România a putut fi retipărită de către grupările neolegionare apărute literatură legionară, în cadrul acesteia apărând pe piață, cu predilecție, textele interbelice de profil, care, au căpătat în mod practic un statut canonic. Printre acestea se află, alături de Cărticica Șefului de Cuib, autobiografia lui Codreanu Pentru Legionari, precum și Testamentul lui Ion Moța. Dintre acestea, cele două lucrări de autoritate ale lui Codreanu au devenit o lectură obligatorie, pentru neolegionari, ele aflându-se conform politologului român Dan Pavel incluse în toate versiunile existente ale corpusului doctrinar legionar actual, alături de Notele din 1934, Circulare și Manifeste și Însemnări de la Jilava,.
Pentru mișcările neolegionare, cuibul a devenit o unitate organizatorică uzuală, acest model fiind preluat și de alți ultranaționaliști din Europa. În acest cadru, cuiburile din epoca actuală sunt reglementate tot de Cărticica Șefului de Cuib a lui Codreanu, sugerată în anii 1990 ca fiind sursă potrivită de inspirație pentru revigorarea organizațională și existențială a Dreptei Radicale [din Italia]⁠(en)[traduceți]. Astfel, lucrarea lui Codreanu a devenit cel mai important punct de referință în ceea ce privește organizarea îndatoririlor zilnice ale militanților fasciști, din epoca actuală.